# Stade Cassayet
Le stade Cassayet, anciennement le stade Maraussan, est un stade omnisports situé à Narbonne dans le département de l'Aude.
Il est notamment connu comme l'un des stades ayant abrité le club de rugby à XV du RC Narbonne.

## Historique

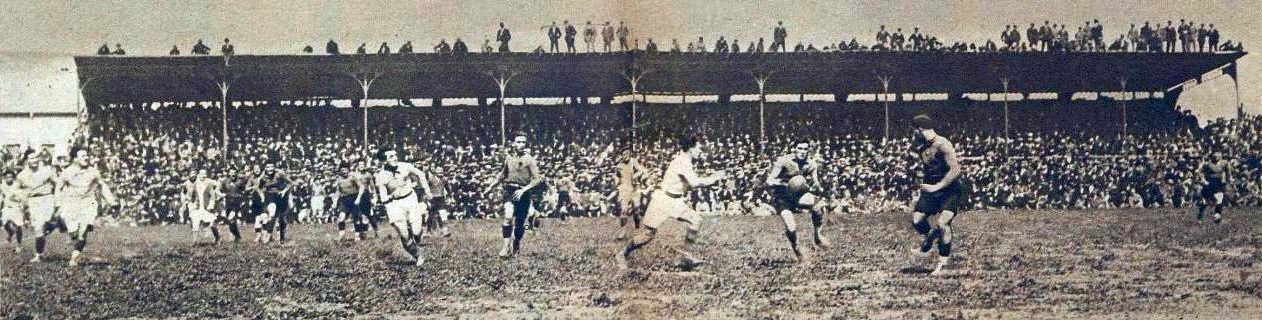
Le stade accueille la finale du championnat de France en 1925.

Quelque temps après la création du Racing Club narbonnais, un terrain du quartier de Maraussan est aménagé, arrachant la vigne alors présente pour créer une enceinte sportive ; elle est principalement destinée aux concours hippiques, ce qui laisse une pelouse en faible état pour les joueurs de rugby.
À partir de 1922, le président du club de rugby obtient le droit d'exploitation exclusif du terrain. Trois ans plus tard, en 1925, l'enceinte est désignée pour accueillir la finale du championnat de France ; soit la première et dernière fois dans l'histoire de la ville de Narbonne,. Une tribune permanente en ciment est alors érigée pour l'occasion.
Le stade Maraussan est renommé stade Cassayet en 1928, du nom d'Aimé Cassayet-Armagnac, joueur international emblématique du Racing Club narbonnais mort un an plus tôt.
Alors que l'équipe première a déménagé au stade de l'Égassiairal inauguré en 1976, le stade Cassayet est racheté par la municipalité en 1980. Un club-house est aménagé en 1984, avant une rénovation en 2006.

## Utilisations du stade
Il est le stade résident de l'équipe de rugby à XV de la ville, le RC Narbonne, jusqu'en 1976. Plus vieil équipement sportif de la ville, abrite toujours le siège du RCN. Il accueille encore des matchs de rugby à XV, notamment ceux de l'équipe espoir,. Pour la fin de la saison 2018-2019, l'équipe première, évoluant alors en Fédérale 1, y dispute plusieurs rencontres de championnat alors que le Parc des sports et de l'amitié est en travaux,.